# Jake Short
Jacob Short, detto Jake (Indiana, 30 maggio 1997), è un attore statunitense.

## Biografia
Noto per il ruolo di Fletcher Quimby in A.N.T. Farm.
Nel gennaio 2013 è stato selezionato per il ruolo di Oliver nella nuova serie tv di Disney Channel Mighty Med.
Nel 2012 ha partecipato come guest star di un video del celebre canale YouTube TheFineBros
Nel 2014 ha partecipato alla cover della canzone "Do You Want To Build A Snowman?" (Frozen - Il regno di ghiaccio) insieme ad altre star Disney, nel gruppo Disney Channel Circle of Stars.

## Filmografia

### Attore

#### Cinema
- Anna Nicole, regia di Keoni Waxman (2007)
- Il mistero della pietra magica (Shorts), regia di Robert Rodriguez (2008)
- It Is Dark in Here, regia di Luis Labrador - cortometraggio (2011)
- A Son Like You, regia di Jason B. Kohl - cortometraggio (2012)
- Muppets 2 - Ricercati (Muppets Most Wanted), regia di James Bobin (2014) Non accreditato
- Disney's Circle of Stars: Do You Want to Build a Snowman, regia di Harry Perry III - cortometraggio uscito in home video (2014)
- #Roxy, regia di Michael Kennedy (2018)
- Confessional, regia di Brad T. Gottfred (2019)
- This Is the Year, regia di David Henrie (2020)
- Supercool - Strafigo per un giorno (Supercool), regia di Teppo Airaksinen (2021)

#### Televisione
- Zeke e Luther (Zeke & Luther) – serie TV, 1 episodio (2009)
- Dexter – serie TV, 3 episodi (2009)
- Jack and Janet Save the Planet, regia di Shelley Jensen – film TV (2009)
- Futurestates – serie TV, 1 episodio (2010)
- $#*! My Dad Says – serie TV, 1 episodio (2011)
- Kirby Buckets, regia di David Bowers – film TV (2012)
- Disney 365 – miniserie TV (2013)
- A.N.T. Farm - Accademia Nuovi Talenti (A.N.T. Farm) – serie TV, 62 episodi (2011-2014)
- Lab Rats – serie TV, 1 episodio (2015)
- Mighty Med - Pronto soccorso eroi (Mighty Med) – serie TV, 44 episodi (2013-2015)
- Lab Rats: Elite Force – serie TV, 16 episodi (2016)
- All Night – serie TV, 10 episodi (2018)
- Man of the House, regia di Richie Keen – film TV (2018)
- The First Team – serie TV, 6 episodi (2020)
- Sex Appeal, regia di Talia Osteen – film TV (2022)
- Lezioni di chimica (Lessons in Chemistry) – miniserie TV, puntata 3 (2023)

### Regista
- Unraveled, regia di Charles Schmeltz, Michael Shannon e Jake Short - cortometraggio (2013)

## Doppiatori italiani
Nelle versioni in italiano delle opere in cui ha recitato, Jake Short è stato doppiato da:
- Andrea Di Maggio in Zeke e Luther, A.N.T. Farm - Accademia Nuovi Talenti, Mighty Med - Pronto soccorso eroi, Lab Rats, Lab Rats: Elite Force, Sex Appeal
- Tito Martedu ne Il mistero della pietra magica
- Alessandro Valeri in This is the Year
- Jacopo Calatroni in Supercool - Strafigo per un giorno
- Anania Amoroso in Lezioni di chimica